# Diocesi di Tolima
La diocesi di Tolima (in latino: Dioecesis Tolimensis) è una sede soppressa della Chiesa cattolica in Colombia.

## Territorio
La diocesi comprendeva il Gran Tolima, regione storico-geografica della Colombia, che nel 1905 fu suddivisa negli attuali dipartimenti di Tolima e di Huila.
Sede vescovile era la città di Neiva, oggi sede della diocesi omonima, dove fungeva da cattedrale l'antica chiesa di epoca coloniale dedicata all'Immacolata Concezione di Maria Vergine.

## Storia
La diocesi di Tolima fu eretta il 30 agosto 1894 con la bolla Illud semper di papa Leone XIII, ricavandone il territorio dalla diocesi di Popayán (oggi arcidiocesi) e dall'arcidiocesi di Santafé en Nueva Granada, di cui era suffraganea.
Data la vastità del territorio e le difficoltà a soddisfare adeguatamente le esigenze spirituali dei fedeli la diocesi fu soppressa il 20 maggio 1900 con il decreto Quum legitimae della Congregazione Concistoriale. Parte del suo territorio fu incorporato nella diocesi di Popayán, mentre con il resto del territorio furono erette due nuove diocesi, quella di Garzón e quella di Ibagué (oggi arcidiocesi).

## Cronotassi dei vescovi
- Esteban Rojas Tovar † (18 marzo 1895 - 20 maggio 1900 nominato vescovo di Garzón)